# Todireni, Neamț
Todireni este un sat în comuna Stănița din județul Neamț, Moldova, România. Are în componență satul Todireni și cătunele Fundu Poienii și Cichirdic.
Obiective: biserica ortodoxă de la începutul sec. XX.